# Каджаранське мідно-молібденове родовище

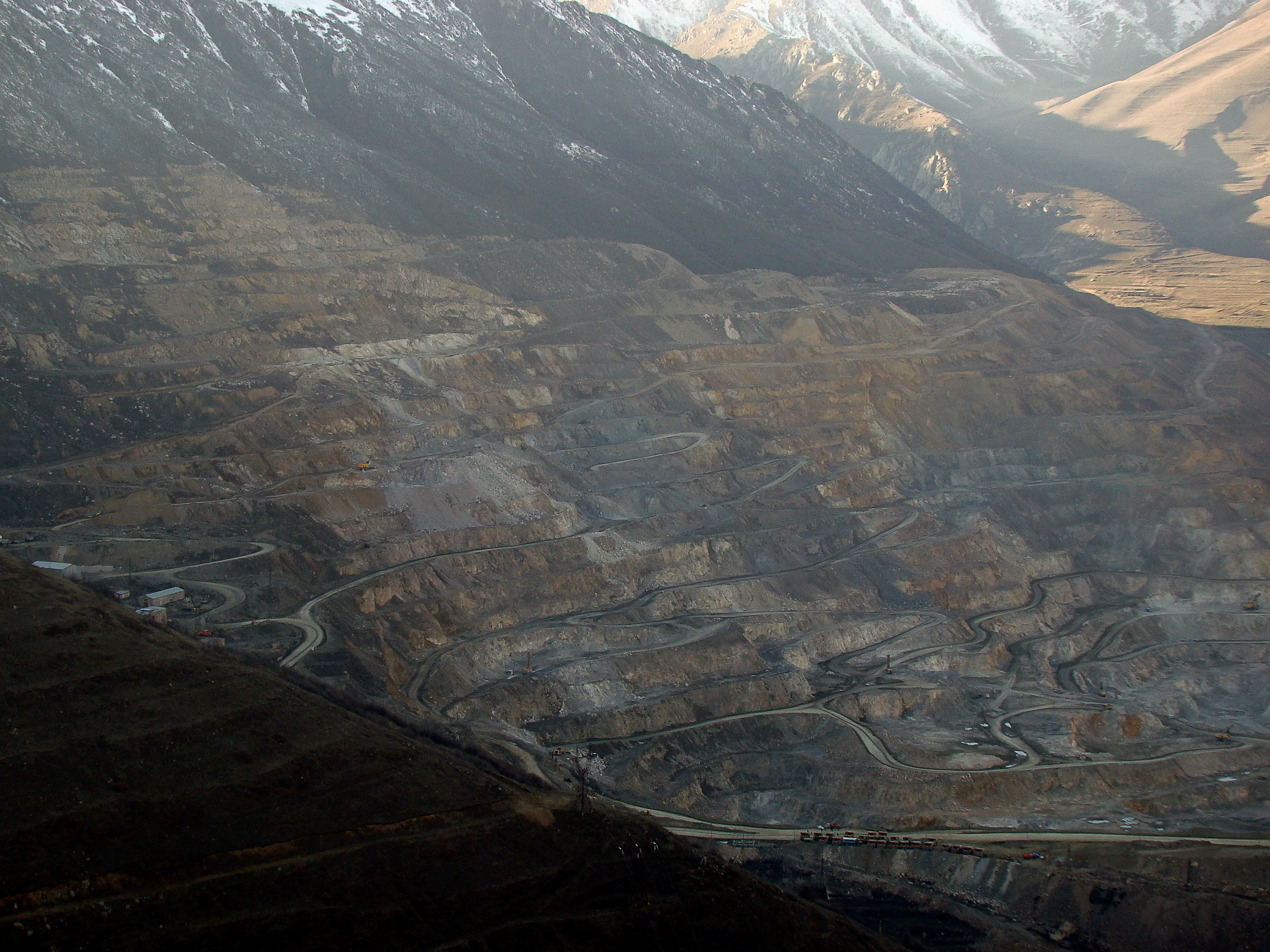
Каджаранське мідно-молібденове родовище

Каджаранське мідно-молібденове родовище — одне з найбільших за запасами у світі родовище мідно-молібденових руд. Розташоване у Вірменії. На його сировині працює Зангезурський мідно-молібденовий комбінат.

## Характеристика
Запаси Каджаранського мідно-молібденового родовища становлять 1.3-1.5 млрд т руди.
Видобуток ведеться відкритим способом.

## Зангезурський мідно-молібденовий комбінат
Станом на 2003—2004 роки Зангезурський ММК працює на 85% своїх потужностей. Забезпеченість комбінату рудою становить близько 150 років. Комбінат випускає молібденовий і мідний концентрат. Молібденовий концентрат містить 50% молібдену, вміст міді в мідному концентраті — не нижче 15%.